# Kosinus versus
Kosinus versus (oznaka {\displaystyle \operatorname {koversine} z\,} ali {\displaystyle \operatorname {kovers} z}) je dandanes malo uporabljana trigonometrična funkcija. S funkcijo  sinus je povezana na naslednji način:
{\displaystyle \operatorname {coversin} (\theta )=\operatorname {versin} \left({\frac {\pi }{2}}-\theta \right)=1-\sin(\theta )}.